# Memórias de um Sargento de Milícias
Memórias de um Sargento de Milícias é um romance de Manuel Antônio de Almeida. Foi publicado originalmente em folhetins no Correio Mercantil (Rio de Janeiro), entre 1852 e 1853, anonimamente. O livro foi publicado em 1854, com o autor identificado como "um brasileiro".
A narrativa, de estilo jornalístico, incorpora a linguagem das ruas, classes média e baixa, fugindo aos padrões românticos da época, quando os romances retratavam os ambientes aristocráticos.
Conta a história de Leonardo que quando era pequeno só sabia aprontar travessuras e veio a ser um sargento de milícias. O espaço físico apresentado na obra é o meio urbano brasileiro do século XIX. A história se passa no Rio de Janeiro, e descreve seus principais pontos, como igrejas, principais ruas, mas descreve também pontos bem à margem da sociedade.